# Сельское поселение «Больше-Зерентуйское»
Се́льское поселе́ние «Больше-Зерентуйское» — муниципальное образование в Нерчинско-Заводском районе Забайкальского края Российской Федерации.
Административный центр — село Большой Зерентуй.

## История
Статус и границы сельского поселения установлены Законом Читинской области от 19 мая 2004 года «Об установлении границ, наименований вновь образованных муниципальных образований и наделении их статусом сельского, городского поселения в Читинской области».

## Население
| 2010 | 2011 | 2012 | 2013 | 2014 | 2015 | 2016 |
| ---- | ---- | ---- | ---- | ---- | ---- | ---- |
| 910  | ↘909 | ↘881 | ↘862 | ↘842 | ↗845 | ↘831 |
| 2017 | 2018 | 2019 | 2020 | 2021 |      |      |
| ↘829 | ↘812 | ↘787 | ↘765 | ↘591 |      |      |

## Состав сельского поселения
| № | Населённый пункт    | Тип населённого пункта       | Население |
| - | ------------------- | ---------------------------- | --------- |
| 1 | Большой Зерентуй    | село, административный центр | ↘630      |
| 2 | Золотоноша          | село                         | ↘124      |
| 3 | Поперечный Зерентуй | село                         | ↗1        |